# Мальовничі скелі (пам'ятка природи)
Мальовни́чі ске́лі — геологічна пам'ятка природи місцевого значення в Україні. Розташована в межах Житомирського району Житомирської області, при східній околиці села Нова Рудня. 
Площа 0,1 га. Статус присвоєно згідно з рішенням облвиконкому від 31.03.1964 року № 149. Перебуває у віданні ДП «Житомирський лісгосп АПК». 
Статус присвоєно з метою збереження мальовничих гранітних скель і валунів по обох берегах річки Тетерів. Між скелями зростають чагарники і групи дерев (сосна, береза та інші).

## Історія заповідання
Урочище вперше згаданується М. В. Шарлеманем у 1919 році: «Скелі біля Житомира і Користишева на Волинщині».
16.07.1926 року Волинський науково-дослідний державний музей звернувся до Українського комітету охорони пам'яток природи, надіславши перелік пам’яток природи Волинської округи, виділених працівниками музею. При цьому, в листі зазначено, що повноцінних «заповідників на території округи нема». Таким чином лист був пропозицією оголосити заповідними вказані ділянки. Серед таких був запис "7.Лівий берег Тетерева від с.Буки до с.Денеші Троянівського району. Скелі висотою 30 аршинів. Площа - 10 десятин ", що відповідає нинішній пам'ятці.

## Галерея

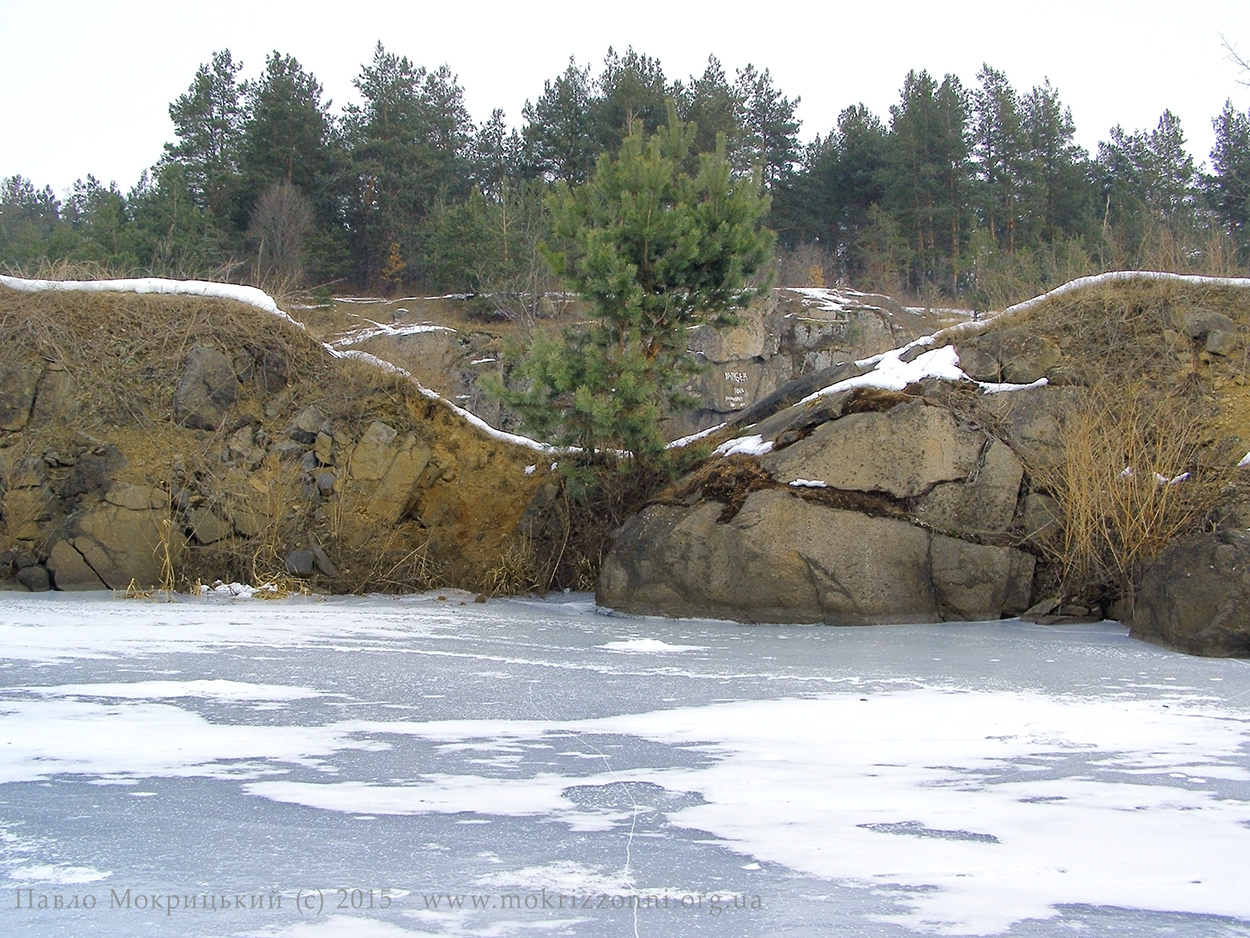
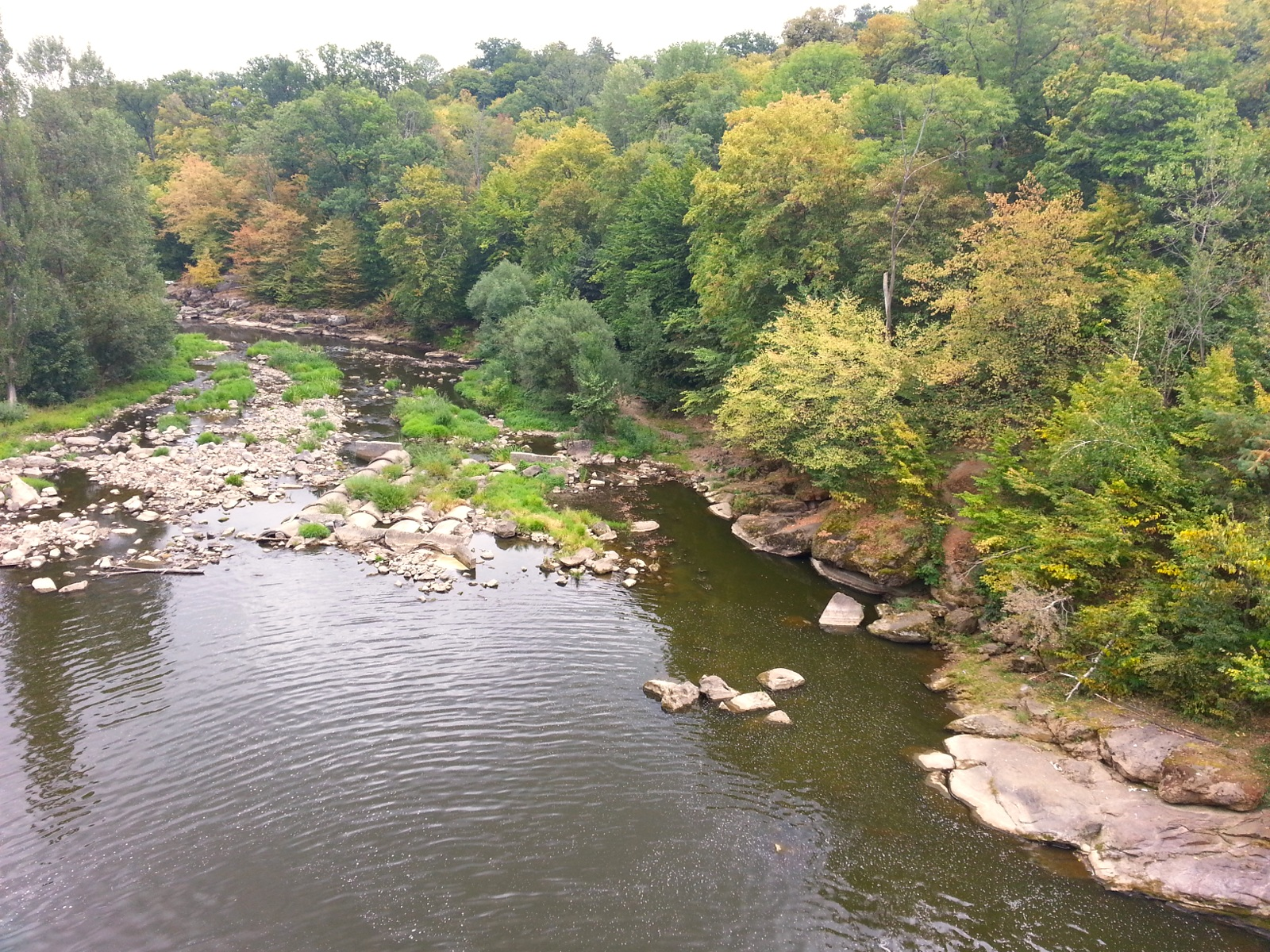
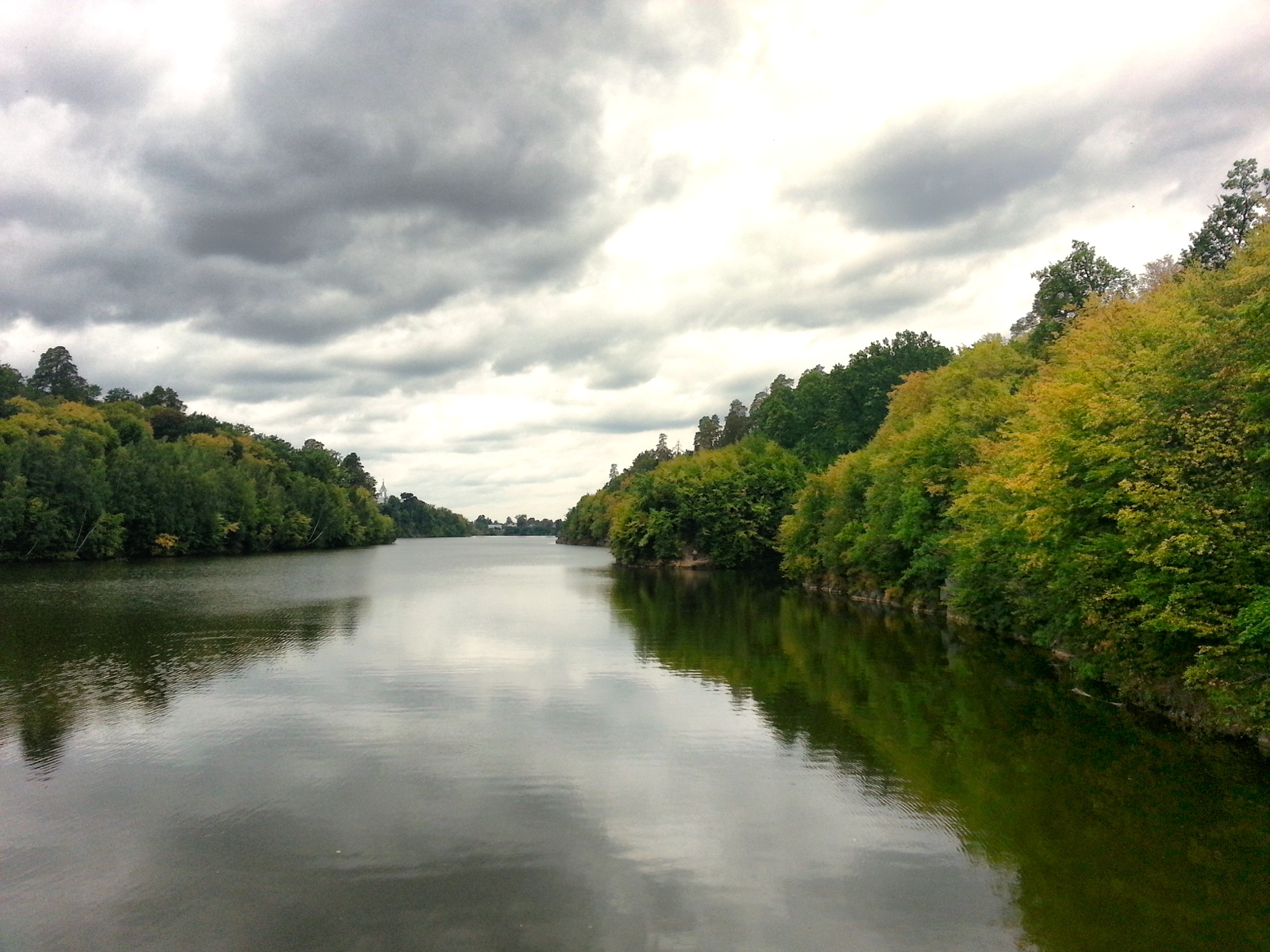